# Яма со змеями
Яма со змеями — разновидность смертной казни, когда казнённого помещают вместе с ядовитыми змеями. В зависимости от вида используемых змей смерть осужденного была или быстрой, или мучительной; при этом следует учитывать, что в средневековой Европе, к примеру, более-менее доступными являлись в основном гадюки, сила яда которых значительно уступает таковому у экзотических кобр, коралловых аспидов, тайпанов, бушмейстеров и пр.
Возникла эта казнь, по-видимому, очень давно и, скорее всего, на Востоке, где ей благоприятствовали богатая рептилиями фауна и тёплый климат. Палачи быстро нашли практическое применение ядовитым змеям, которые вызывали мучительную смерть. Когда человека сбрасывали в яму, наполненную змеями, потревоженные рептилии начинали его кусать.
Также один из способов пытки, при котором узников связывали и медленно опускали в змеиную яму на верёвке. Причём применяли её не только в Средние века, во время Второй мировой войны японские милитаристы истязали подобным образом пленных в Южной Азии.
Часто допрашиваемого подносили к змеям, прижимая к ним его ноги. К женщинам применялась пользовавшаяся популярностью пытка, когда допрашиваемой подносили змею к обнажённой груди. Также очень любили подносить ядовитых гадов к лицу женщин. Опасных и смертельных для человека змей во время таких пыток применяли редко, так как в этом случае был риск потерять пленника, так и не получив нужных показаний.
Сюжет казни через яму со змеями издавна фигурирует в германском фольклоре. Так, Старшая Эдда повествует о том, как король Гуннар был сброшен в змеиную яму по приказу вождя гуннов Аттилы.
Этот вид казни продолжал применяться и в последующие века. Один из наиболее известных случаев — гибель датского конунга Рагнара Лодброка. В 865 году во время набега датских викингов на королевство англосаксов Нортумбрия их предводитель Рагнар попал в плен и по приказу короля Эллы II был сброшен в яму с ядовитыми змеями, погибнув мучительной смертью.
Это событие часто упоминается в фольклоре как в Скандинавии, так и Британии. Сюжет гибели Рагнара в змеиной яме — одно из центральных событий двух исландских преданий: «Саги о Рагнаре Кожаные Штаны (и его сыновьях)» и «Пряди о сыновьях Рагнара».
В 1993 году в соавторстве известных фантастов Гарри Гаррисона и Тома Шиппи опубликован был роман «Молот и крест», в современной художественной форме повествующий о том же событии.
Яма с ядовитыми змеями была показана в фильме «Индиана Джонс: В поисках утраченного ковчега», вышедшем на экраны в 1981 году. По сюжету фильма эта яма обнаруживается в египетском храме, что не имеет под собой исторических оснований и является художественным вымыслом.
Умерщвление легендарного предводителя викингов Рагнара Лодброка королём Нортумбрии Эллой демонстрируется в 15-й серии четвёртого сезона (2017) популярного телесериала «Викинги» канала History. В целях безопасности, на съёмках эпизодов казни использовались тигровые питоны, а также неядовитые калифорнийские королевские змеи, отдалённо напоминающие своим внешним видом коралловых аспидов.